# Levi Colwill
Levi Lemar Samuels Colwill (sinh ngày 26 tháng 2 năm 2003) là cầu thủ bóng đá người Anh thi đấu ở vị trí trung vệ cho câu lạc bộ Chelsea và Đội tuyển bóng đá quốc gia Anh.

## Sự nghiệp câu lạc bộ

### Chelsea

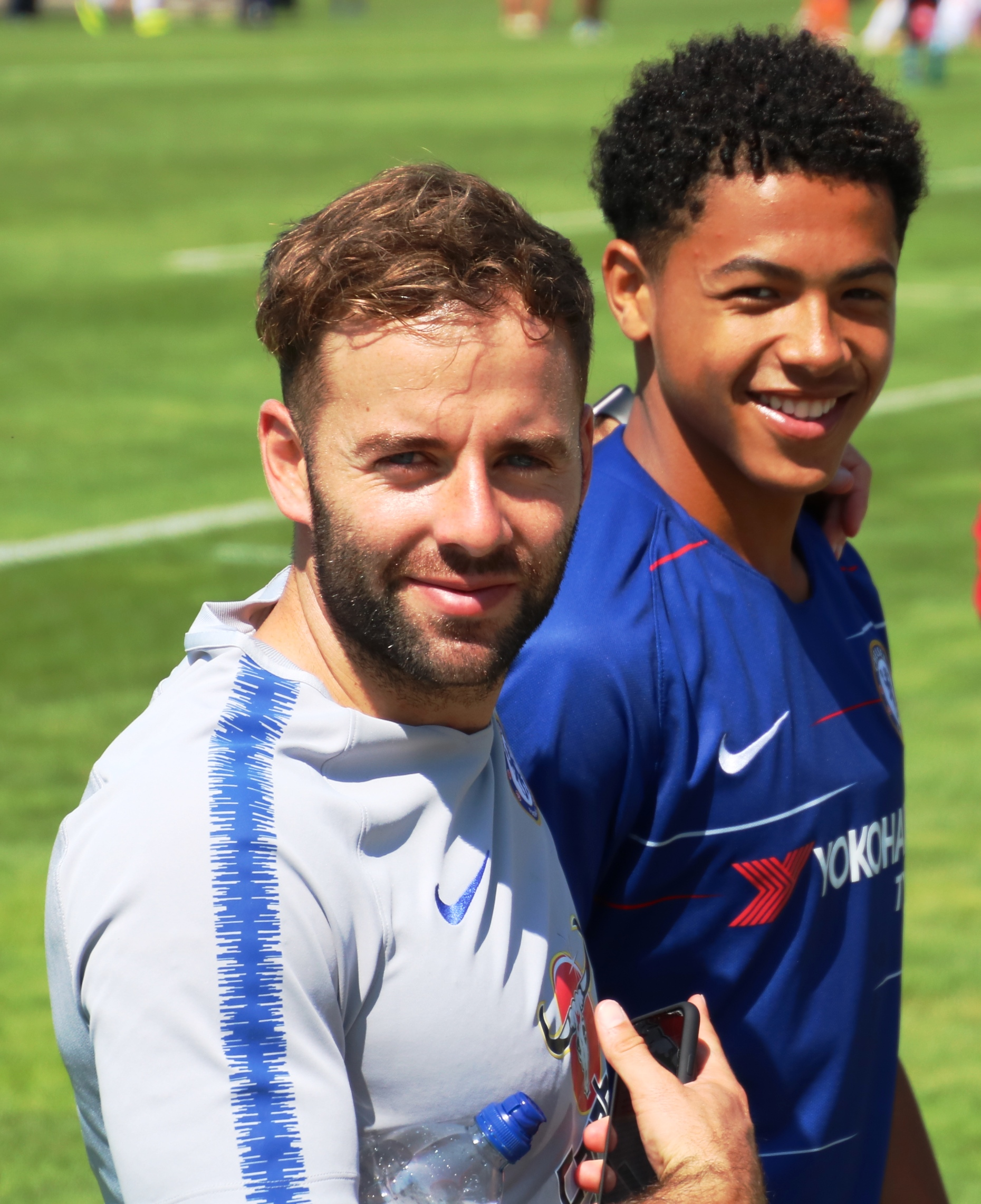
Colwill (phải) trong màu áo Học viện Chelsea năm 2018

Colwill sinh ra tại Southampton và gia nhập học viện đào tạo trẻ của Chelsea từ đội U-9. 

#### Huddersfield Town (2021-22)
Ngày 25 tháng 6 năm 2021, anh trở thành cầu thủ của Huddersfield Town thi đấu tại Championship theo hợp đồng cho mượn có thời hạn đến hết mùa bóng 2021-22. Anh có bàn thắng đầu tiên cho Huddersfield ấn định chiến thắng 2-1 trước Sheffield United ở phút thứ 94 của trận đấu.
Ngày 29 tháng 5 năm 2022, Colwill phản lưới nhà trong trận chung kết play-off thăng hạng Premier League 2022-23 và đây cũng là bàn thắng duy nhất của trận đấu khiến Huddersfield Town mất cơ hội thăng hạng về tay Nottingham Forest. Tuy nhiên anh cũng đã có một mùa giải thành công với 32 trận ra sân cho Huddersfield Town.

#### Brighton & Hove Albion (2022-23)
Ngày 5 tháng 8 năm 2022, Colwill được Chelsea cho đội bóng thi đấu tại Premier League là Brighton & Hove Albion mượn cho đến hết mùa giải 2022-23. Colwill có 17 lần ra sân ở Premier League 2022-23 và trở thành một phần quan trọng trong hệ thống của huấn luyện viên Roberto De Zerbi. Kết thúc mùa giải, Brighton đề nghị trả Chelsea 30 triệu £ để mua Colwill nhưng đã bị Chelsea từ chối.

#### Trở lại Chelsea
Ngày 2 tháng 8 năm 2023, Colwill ký hợp đồng mới có thời hạn 6 năm với Chelsea, kèm khả năng có thể gia hạn thêm 1 năm nữa. Anh có trận đấu chính thức đầu tiên cho Chelsea trong trận mở màn Premier League 2023-24 của Chelsea hòa Liverpool 1-1. Ngày 3 tháng 12, Colwill ghi bàn thắng đầu tiên cho Chelsea trong chiến thắng 3-2 trước Brighton tại vòng 14 Premier League trong bối cảnh Chelsea chỉ còn 10 người trên sân. Ba ngày sau đó, anh lần đầu tiên mang băng đội trưởng của Chelsea trong trận thua 2–1 trước Manchester United.
Ngày 25 tháng 5 năm 2025, tại vòng đấu 38 Premier League 2024-25, Colwill đã ghi bàn thắng quyết định đem về chiến thắng 1–0 trên sân khách trước Nottingham Forest để giúp Chelsea cán đích ở vị trí thứ 4 để giành quyền tham dự UEFA Champions League 2025–26. Ba ngày sau đó, anh vào sân từ ghế dự bị trong trận chung kết đánh bại Real Betis 4-1 để cùng các đồng đội giành chức vô địch UEFA Conference League 2024-25.

## Sự nghiệp đội tuyển quốc gia

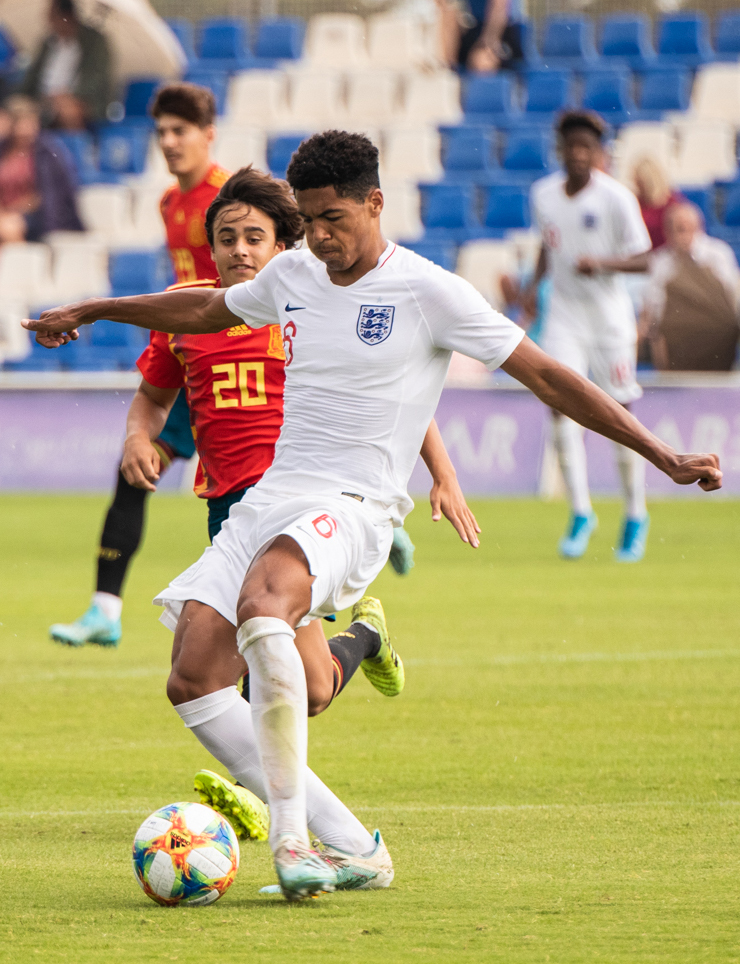
Colwill chơi cho đội tuyển U-17 Anh năm 2019

Ngày 14 tháng 6 năm 2023, Colwill có tên trong danh sách đội U-21 Anh tham dự Giải vô địch U-21 châu Âu. Anh ra sân ngay từ đầu 5 trong 6 trận đấu của U-21 Anh tại giải đấu này và góp công lớn giúp U-21 Anh vô địch mà không để lọt lưới một bàn nào.
Ngày 31 tháng 8 năm 2023, Colwill lần đầu tiên được triệu tập vào đội tuyển Anh chuẩn bị cho các trận đấu với Ukraine và Scotland. Anh có lần đầu tiên khoác áo đội tuyển và cũng được huấn luyện viên Gareth Southgate trao cơ hội đá chính từ đầu trong trận giao hữu với Úc ngày 13 tháng 10 năm 2023 mà đội tuyển Anh giành thắng lợi 1-0.

## Danh hiệu
Chelsea
- UEFA Conference League: 2024–25
- FIFA Club World Cup: 2025

U-21 Anh
- Giải vô địch bóng đá U-21 châu Âu: 2023